# إيسدهو
إيسدهو (بالديفهية: އިސްދޫ) هي إحدى الجزر المأهولة في جزيرة لامو أتول وهي جزء من جزر المالديف في المحيط الهندي.

## التاريخ
تضم هذه الجزيرة آثارًا مهمة من العصر البوذي المالديفي التاريخي، منها واحدة من أكبر الإسطبات التي عُثر عليها حتى الآن في جزر المالديف.

### إيسدهو لومافانو
لوامافانو (Loamaafaanu) هي مراسيم ملكية قديمة كانت تُكتب على ألواح نحاسية.
كانت هذه الأوامر تُنقش على صفائح نحاسية طويلة تُثبت معًا بواسطة حلقة معدنية. كُتبت اللومافانو بالخط المتعرج "إيفيلا" (Eveylaa) الذي يُعد شكلاً من أشكال "ديفهي أكورو" (Divehi akuru)، أو الأبجدية المالديفية القديمة، وتُعد هذه الوثائق مهمة جدًا في تاريخ المالديف.
أقدم لومافانو عُثر عليها وحُفظت حتى الآن هي من "ماليه"، العاصمة الملكية، ومن جزيرتي "إيسدو" (Isdū) و"دامبيدو" (Dambidū) في "هادهونماثي أتول" (Haddhunmathi Atoll)، حيث كانت توجد أديرة بوذية كبيرة. صدرت هذه الألواح النحاسية في نهاية القرن الثاني عشر الميلادي.
توضح هذه الوثائق أن التحول العام من البوذية إلى الإسلام كان بأمر من الملك. ويُستنتج منها أيضًا أن الأديرة الموجودة في "هادونماثي أتول" (ساتو دوفو) كانت ذات أهمية كبيرة في المملكة البوذية القديمة لجزر المالديف.
وفقًا للومافانو، تم إحضار رهبان من أديرة الأتول الجنوبي "هادونماثي" إلى "ماليه" وقطع رؤوسهم.

## الجغرافية
تقع الجزيرة على بعد 227.43 كم (141 ميل؛ 123 ميل بحري) جنوب عاصمة البلاد، ماليه.